# 和田厳足
和田 厳足（わだ いずたり、天明7年（1787年） - 安政6年4月27日（1859年5月29日））は江戸時代後期の歌人。肥後熊本藩士。旧姓は弓削。本姓は橘氏。通称は震七郎、別名は千尋、真震（まゆり）。号は釣竜翁。
長瀬真幸に国学を学んで万葉調の歌を詠み、特に長歌に長じた。熊本藩士としては、熊本を追われて八代、更に佐敷へと左遷され、不遇な経歴を辿った。

## 生涯

### 熊本時代
天明7年（1787年）、熊本藩士弓削平八の二男として熊本城下塩屋町（熊本市新町二丁目）に生まれ、同藩士和田団四郎の養子となった。和田家は和田正遠（楠木正成の親族で建武政権の重鎮）の後裔で、慶長年間丹後国で和田総右衛門が細川忠興に200石で仕えたという。蟹江観遊に儒学、長瀬真幸に国学を学んだ。
文化13年（1816年）8月、跡目を相続して御番方に就任した。熊本時代、同士と京都に旅行し、琵琶湖や嵯峨野、大堰川を訪れた。
文政5年（1822年）、藩士和田金右衛門の病死時に軍用金が紛失し、長塩某が千田村（山鹿市鹿央町）の娘を訴える書状に連署したが、証拠不十分として却下され、8月4日八代城に左遷された。

### 八代時代
八代では組頭副役を勤めたが、天保3年（1832年）閏11月、2月28日の和田宅酒会で上田紋吾が酒乱に及び、また禁酒処分の園部貞右衛門を招いたことが藩に咎められ、御役御免となった。更に天保4年（1833年）11月には、1月23日養子土之助と嫡女が家出したことに対し、教育不行届として逼塞を命じられた。
11月、松浦某に代わって八代御城附組脇として復帰し、弘化3年（1846年）8月には精勤に付き紋付上下一具を賜った。また、次女が熊本の大西弥左衛門に嫁ぐなど、慶事が続いた。
しかし、嘉永2年（1849年）閏4月、ある女性の空言を藩に讒言されたことで、佐敷御番への転勤を命じられた。4月19日から5月20日まで、新たな養子喜太郎と共に謹慎したが、謹慎中、家人が城主松井勝敬の家人と喧嘩を起こす騒動があった。

### 佐敷時代
12月21日佐敷に赴任し、斗石（芦北町計石）の関守となった。嘉永3年（1850年）1月7日、兄危篤の報を受けて熊本に戻った。八代では、文政頃計画された球磨川干拓に対し、古代の名所水島の保存運動を行ったと伝えられる。
安政4年（1857年）11月、病気のため、養子喜太郎に家督を譲った。喜太郎は上益城郡南田代村（御船町）上野栄喜の二男。安政6年（1859年）4月27日死去し、葦北郡田浦（芦北町）丘上に葬られた。法号は至誠院深誉願正居士。墓は昭和53年（1978年）1月30日田浦町指定文化財。

## 主な作品
- 「廿日草」嘉永2年（1849年）5月11日[17] - 巻頭「長歌短歌日詠々草」（ながきみじかきひにけによめるうたのしるしぶみ）
- 「長歌短歌日詠々草」安政2年（1855年）1月1日より[18]
- 「鐙之記草案」[19]
- 「滝見記」[20]
- 「酔のすさひの独言」嘉永6年（1853年）3月22日[21]
- 「桜百首」[22]
- 「日詠三十首」文政13年（1830年）閏3月[23]
- 「今様」[24]
- 楠公父子桜井の駅にて訣別せる画に」安政5年（1858年）3月20日[25]
- 「成趣園に、宴を賜はせる時の御謌に、和謌一首并短謌二首」[26]
- 「鼓が滝をよめる」[27]
- 「夢に富士が嶺に遊ぶ歌並短歌」嘉永5年（1852年）閏3月3日[28]
- 「寄鏡述懐」[29] - 文献叢書本に「楠公五百年祭」とある[30]
- 「月前言志」[31]

## 性格
学問だけでなく、槍術にも通じた。
酒豪で、名の厳足は厳樽または泉樽の意という。やや酔った時は真震、大いに酔った時は大真震の号を用いたが、安政の大地震以降は馬百合の字を用いた。
公私を問わず、常に奇態な書体を用いた。